# Wallhausen (Helme)

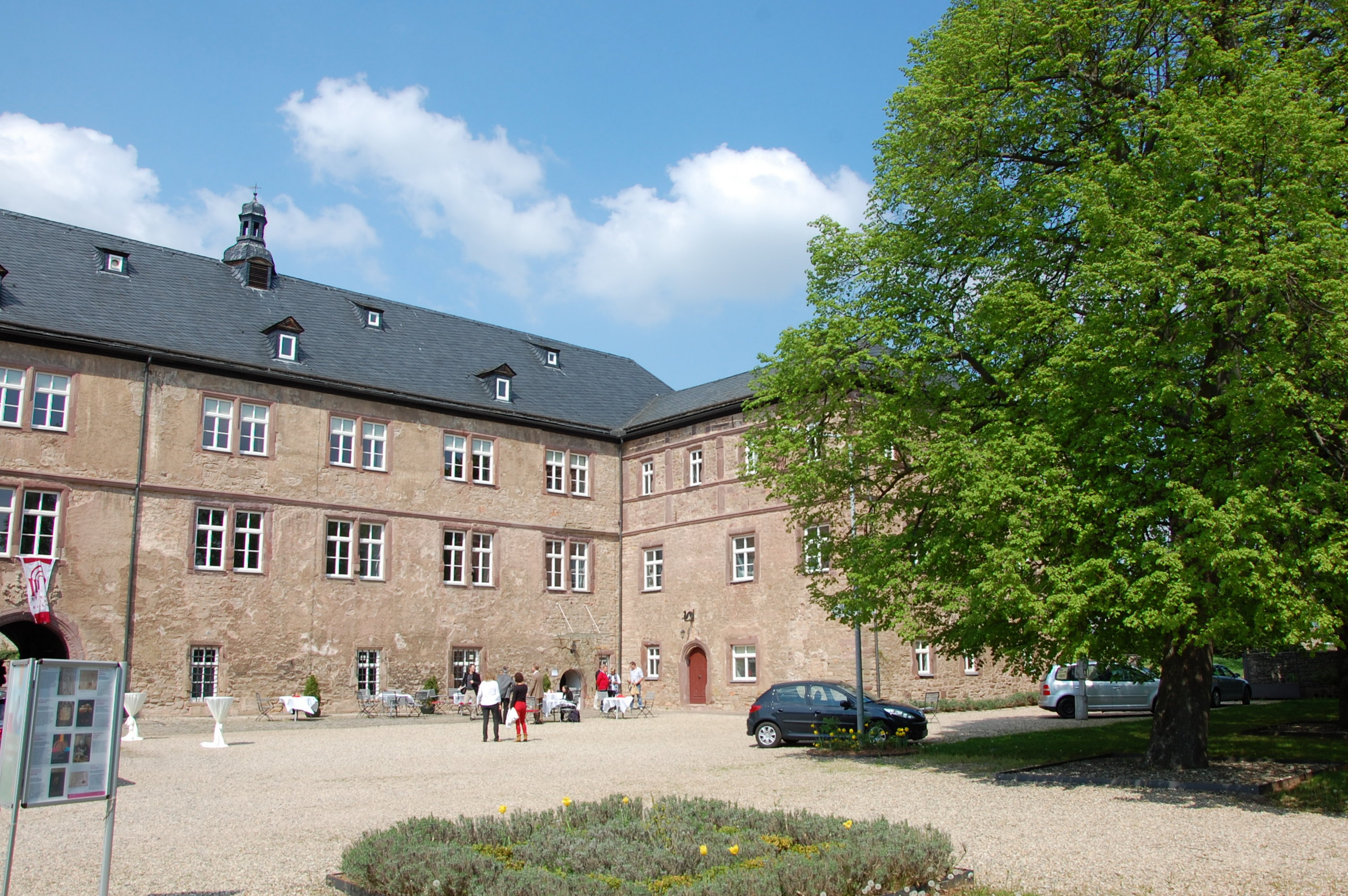
Schloss Wallhausen (Helme)

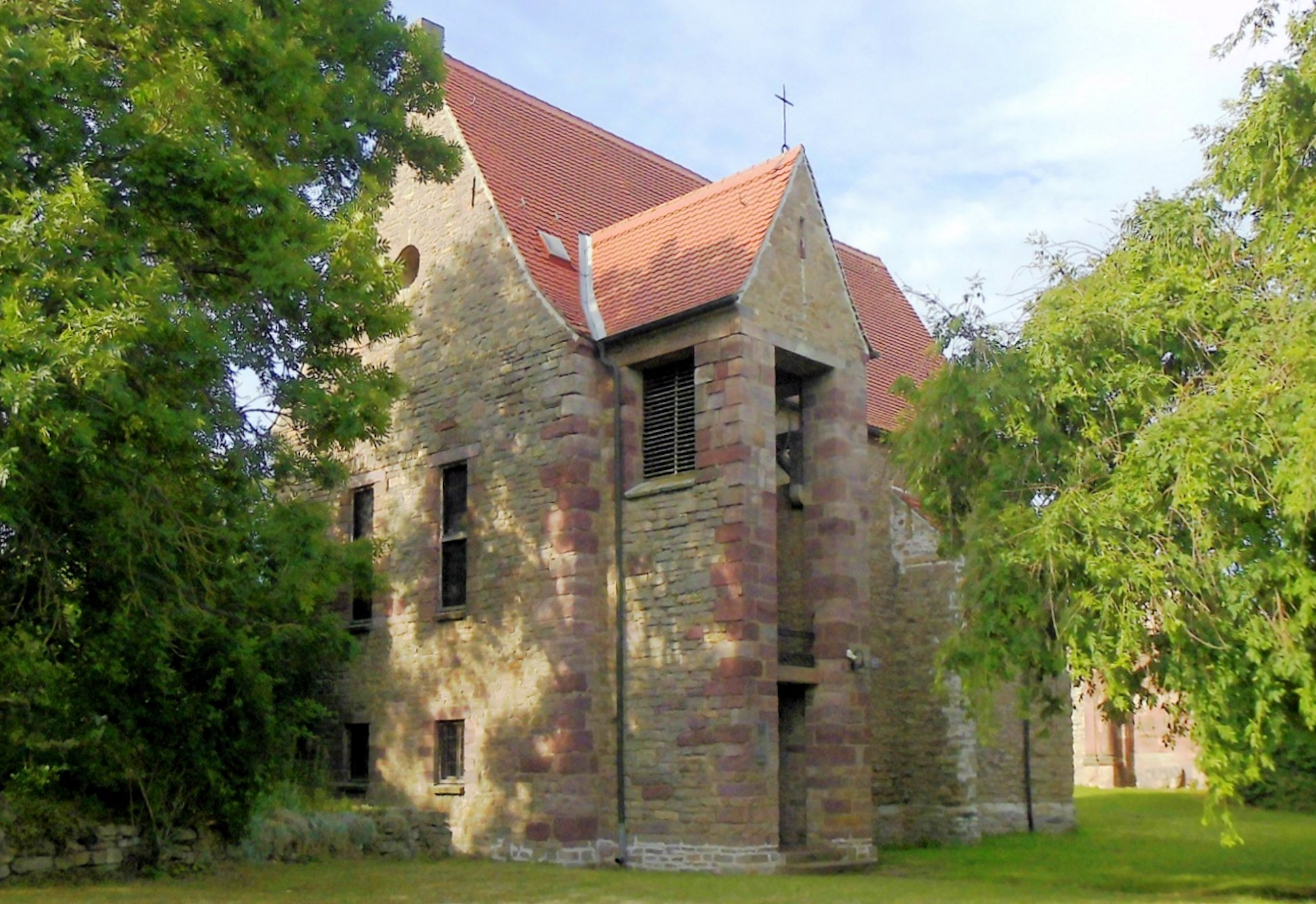
Kirche St. Peter und Paul

Wallhausen ist eine Gemeinde im sachsen-anhaltischen Landkreis Mansfeld-Südharz, die zur Verbandsgemeinde Goldene Aue gehört. Sie besteht aus dem der Gemeinde namensgebenden Ort Wallhausen sowie den eingemeindeten Ortschaften Hohlstedt, Martinsrieth und Riethnordhausen.

## Geografie
Wallhausen liegt im sogenannten Rieth im unteren Helmetal, nordöstlich des Kyffhäusers und westlich der Kreisstadt Sangerhausen. Durch den Ort führen die Landesstraße erster Ordnung L 151 (ehemalige Bundesstraße 80) sowie die Bahnstrecke Halle–Hann. Münden. In der Nähe des Ortes befindet sich die Bundesautobahn 38 (Autobahnabfahrt Sangerhausen-West).

### Nachbargemeinden
Nachbargemeinden sind Südharz im Westen und Sangerhausen im Norden, Edersleben im Osten und Borxleben und Brücken-Hackpfüffel im Süden.

## Geschichte
Urkundlich erstmals erwähnt wurde der Ort im Jahre 908 als Walahusun (Haus des Wala) im Helmegau.
Wallhausen erlangte Bedeutung durch seine Lage an der alten Heer- und Poststraße, die südlich des Harzes von Sangerhausen nach Nordhausen führte. In Wallhausen gab es eine Königspfalz, zumindest einen Königshof, in dem 909 das spätere ostfränkische Königspaar Heinrich I. und Mathilde heirateten. Mathilde erhielt dabei den Ort zu lebenslangem Nießbrauch. Im Jahre 912 wurde Otto I. wahrscheinlich in Wallhausen geboren. Am 5. Februar 985 schenkte König Otto III. seinen Hof in Wallhausen der Äbtissin Mathilde von Quedlinburg. Zur Zeit der Ottonen (919–1024) war Wallhausen einer der wichtigsten Aufenthaltsorte der Könige und Kaiser in Sachsen und im Reich überhaupt. Bis ins späte 12. Jahrhundert hielten sich auch salische und staufische Könige wiederholt hier auf und hielten auch Hoftage ab: so Kaiser Friedrich Barbarossa im Jahre 1169. Insgesamt 36 Urkunden dokumentieren königliche Aufenthalte im Zeitraum 922 bis 1169. Dann endete das „Reisekönigtum“ im Reich und die Herrscher bezogen feste Residenzen. 1115 war die Pfalz zerstört und um 1150 wiederaufgebaut worden. Es ist nicht sicher, ob die Pfalz am Ort des heutigen Schlosses stand oder sich auf der Höhe über dem Ort befand. Es haben sich keine Spuren der Pfalz/des Königshofes erhalten.
Der Ort verfügte bereits 994 über das Markt-, Münz- und Zollrecht. 1029 wurde es als Oppidum (Stadt) geführt, mit bürgerlichen Freiheiten und dem Recht, Mauern, Tore, Gräben und Brücken zu bauen. 1331 war es „Veste Walhausen“, 1349 „Dorf“, 1437 „Flecken“, dann abwechselnd Dorf und Flecken, 1810 „Städtlein“. Wallhausen hat jedoch weder 1831 noch 1853 die preußische Städteordnung angenommen (Trippenbach). Der Name des Ortes wurde bis 1700 mit nur einem „l“ geschrieben: Walhausen.
1525 hatte Wallhausen 83 bewohnte Häuser, 1650 (nach dem Dreißigjährigen Krieg) noch 40 Häuser, 1775 137 Häuser mit 800 Einwohnern, 1825 163 Häuser mit 929 Einwohnern, 1866 1.220 Einwohner, 1896 1.600 Einwohner, 1907 256 Häuser mit 1.500 Einwohnern (Trippenbach).
1670 gab es etwa 12 Straßennamen in Wallhausen. In diesem Jahr verfügte der Asseburgische Amtmann Christianus Amhoff, dass jedes der 158 Häuser (davon 98 bewohnt) des „Fleck Walhausen“ ein „Schildzeichen“ zu führen hatte. Beispiele für die Namen: Das hochadlige Schloß, Die drey Eicheln, Das Turtel Täublein, Die Heilige Dreyvaltigkeit (das Pfarrhaus), Die liebe Justiz (vorher Amtmanns Haus), Die Kindbetterin, Der graue Münch (Renaissance-Portal anno 1613), Das Schlachtebeil, Der Engel Kopf, Der gebratene Schafkopf, Das Ritterspiel (dann „Schieferhof“, erbaut 1560), Das Kirch Thor, Der Bienenstock (erbaut um 1550, Knabenschule, Rektorwohnung), Das Adeliche Asseburgische Stammwappen: Das Gemeine Rathaus und Schenke, Das Stein Thor (1874 abgebrochen), Der Kaninchen Tanz. (Trippenbach)
Um 1420 kauften die Asseburger aus Niedersachsen den Ort. Graf Bernd VI. von der Asseburg brachte um 1517 durch seine Reichsacht das Interdikt über Wallhausen. 1525 predigte Martin Luther in der Ortskirche gegen Thomas Müntzer. 1539 wurde der katholische Priester evangelisch und die Reformation im Ort eingeführt. 1540 wurde der Schieferhof („Edelhof“) errichtet: das älteste noch erhaltene Wohngebäude im Ort. Von 1626 bis 1681 fielen der Pest 1114 Einwohner zum Opfer, 1726 weitere 500 Menschen. Die Stadtmauer wurde 1655 erstmals erwähnt, daneben gab es einen Graben als weiteren Schutz.
Besonders im Dreißigjährigen Krieg, doch auch im Zweiten Schlesischen Krieg und im Siebenjährigen Krieg hatte Wallhausen unter Einquartierungen von Truppen zu leiden. Es wurde durch diese „ausgesogen“, was unter anderem starke Teuerungen zur Folge hatte. 1744 rückte in den „aus einem großen Brande wiedererstandenen Ort ... die Leibkompagnie des Handringschen Cürrassier-Regiments ein und bleibt bis nach 1763 in Garnison“ (Trippenbach). Daher leitet sich wohl die Angabe ab, Wallhausen sei Garnisonstadt gewesen.
Mitte des 19. Jahrhunderts dominierte wirtschaftlich noch der Weinbau, später der Kirschen-Anbau. 1866 wurde eine Zuckerfabrik gebaut, aus der 1912 eine Steingutfabrik wurde. 1886 wurde die Pflichtfeuerwehr gegründet.
Wallhausen gehörte bis 1815 zum Amt Sangerhausen im Kurfürstentum Sachsen und gelangte dann an den Regierungsbezirk Merseburg der preußischen Provinz Sachsen.
Anfang 1945 stürzte ein US-Flugzeugpilot tödlich in die Trift. Er wurde auf dem Friedhof beerdigt und im Juni 1945 von den Amerikanern mitgenommen.
Am 22. Februar 1945 wurde Wallhausen durch einen Luftangriff der 8. US-Luftflotte im Rahmen der Operation Clarion gegen Verkehrsziele in Deutschland zu 50 % zerstört. Dabei starben 70 Menschen. Auch die Pfarrkirche St. Peter und Paul wurde weitgehend zerstört, der Turm 1949 durch Sprengung beseitigt. 1954 bis 1957 wurde unter Einbeziehung von Resten des Chores eine neue Gemeindekirche gebaut und ein Glockenstuhl errichtet. Verloren ging auch das historische Fachwerkhaus „Bienenstock“: es wurde durch den Luftangriff beschädigt und 1946 abgetragen. Jährlich am 22. Februar um 13.05 Uhr (Angriffsbeginn) läutet zum Gedenken an die Zerstörung und die Opfer die Glocke von St. Peter und Paul.
Wallhausen wurde am 12. April 1945 von US-Truppen besetzt und Anfang Juli an die Rote Armee weitergegeben. Der Ort wurde unter den Bedingungen der SBZ und der DDR wieder aufgebaut. Schloss und Rittergut der Familie von Bocholtz-Asseburg (die einen Tag vor dem Abzug der Amerikaner nach Westdeutschland fliehen konnte) wurden entschädigungslos enteignet, ab Herbst 1945 wurde im Ort die Bodenreform durchgeführt. Das Schloss diente nach dem Auszug von ostdeutschen Flüchtlingen von 1948 bis 2004 als Schule.
Durch Zuzug von „Umsiedlern“, Vertriebenen aus den Ostgebieten, wuchs die Einwohnerzahl in Wallhausen von 1.685 im Jahre 1939 auf 2.048 im Juni 1947 an. 1975 waren es 1.790, im Jahre 2000 1.731 und 2007 dann 1.544 Einwohner.
Am 1. September 1956 wurde auf dem Platz der bei dem Luftangriff 1945 zerstörten Schule und des Lehrerwohnhauses, südwestlich der Kirche, ein kubusförmiges Ehrenmal aus rotem Granit eingeweiht. Inschrift auf der Ostseite: „Die Opfer des 22. Februar 1945 und die Toten der zwei Weltkriege mahnen zum Frieden“.
Von 1952 bis 1990 gehörte Wallhausen zum DDR-Bezirk Halle und danach bis zum 30. Juni 2007 dem Landkreis Sangerhausen an. Wallhausen gehört seit 2004 zur VG „Goldene Aue“ mit Sitz in Kelbra (Kyffhäuser). Am 1. Juli 2009 wurden die bis dahin eigenständigen Gemeinden Martinsrieth und Riethnordhausen nach Wallhausen eingemeindet.
Nach der Wiedervereinigung 1990 wurden viele kleine Unternehmen gegründet. Der Ort hat eine Reihe aktiver kultureller und sportlicher Vereine.

## Wappen
Blasonierung: „Geteilt und halb gespalten, oben in Rot eine Goldene Krone, unten rechts in Gold eine blaue Waage mit schwarzen Schnüren, unten links in Blau ein schräg links gelegtes goldenes Schwert.“
Die Farben der Gemeinde, abgeleitet vom Wappen, sind Rot-Gold (Gelb).

## Wirtschaft und Infrastruktur

### Wirtschaft
Die Region um Sangerhausen zählt zu den wirtschaftsschwächsten in Deutschland. Hauptarbeitgeber in Wallhausen sind Klein- und Mittelstandsunternehmen im Landwirtschafts- und Baugewerbe. Hervorzuheben sind Unternehmen wie z. B. Pilzhof Pilzsubstrat Wallhausen GmbH, Leinetaler Hochbau GmbH und WM Agrar - Landwirtschaft Wallhausen & Co. KG. Ein historisch bedeutendes Unternehmen war die 1912 gegründete Sanitärfabrik, die bis 1990 dem Kombinat Fliesen und Sanitärkeramik angehörte und nach der Wende von der niederländischen Firma Sphinx übernommen wurde. Im Jahr 2002 wurde der Betrieb geschlossen, wobei 110 Arbeitsplätze verloren gingen. Nachdem verschiedene Versuche, die Produktion wieder aufzunehmen, nicht erfolgreich verlaufen waren, wurde die Fabrik abgerissen.

### Verkehrsanbindung
Der Bahnhof Wallhausen (Helme) liegt an der Bahnstrecke Halle–Hann. Münden, welche aktuell durch das Unternehmen Abellio im Regionalverkehr betrieben wird. Die Verkehrsgesellschaft Südharz mbH betreibt den Öffentlichen Personennahverkehr im Landkreis Mansfeld-Südharz mit einer Haltestelle in Wallhausen an der L 151 „Am Steintor“.
In unmittelbarer Nachbarschaft zur Kreisstadt Sangerhausen verläuft als wichtigste Fernverbindung die neue A 38 (Leipzig/Halle–Göttingen/Kassel). Am Dreieck „Südharz“ bei Sangerhausen beginnt die A 71 über Erfurt nach Schweinfurt. An der A 38 befinden sich die nächstgelegene Anschlussstelle Sangerhausen-West (15).
Radwanderwege binden den Ort hervorragend im Osten an Sangerhausen, im Süden nach Brücken-Hackpfüffel und im Westen an Hohlstedt sowie den Südharz an.

### Bildung
- Kindertagesstätte Kastanienburg
- Grundschule „Goldene Aue“ Wallhausen mit angrenzendem Hort

### Gesundheit
Wallhausen verfügt über ein gut ausgebildetes Versorgungsnetz. Direkt im Ort befinden sich ein Allgemeinmediziner, zwei Zahnärzte sowie eine Physiotherapie. In unmittelbarer Nachbarschaft befindet sich das Helios-Klinikum in Sangerhausen.

### Öffentliche Einrichtungen
- Dorfgemeinschaftshaus „Haus der Sonne“
- Ortsbibliothek
- Sportzentrum Wackersportpark

## Kultur und Sehenswürdigkeiten
Zu den im örtlichen Denkmalverzeichnis eingetragenen Kulturdenkmalen gehören die Kirche St. Peter und Paul und das Schloss Wallhausen. Im Rahmen der 1111-Jahr-Feier wurde eine holzgeschnitzte Ottonengruppe samt Gedenktafel in der Ortsmitte aufgestellt. Die Bodendenkmale sind in der Liste der Bodendenkmale in Wallhausen (Helme) aufgeführt.

### Gedenkstätten

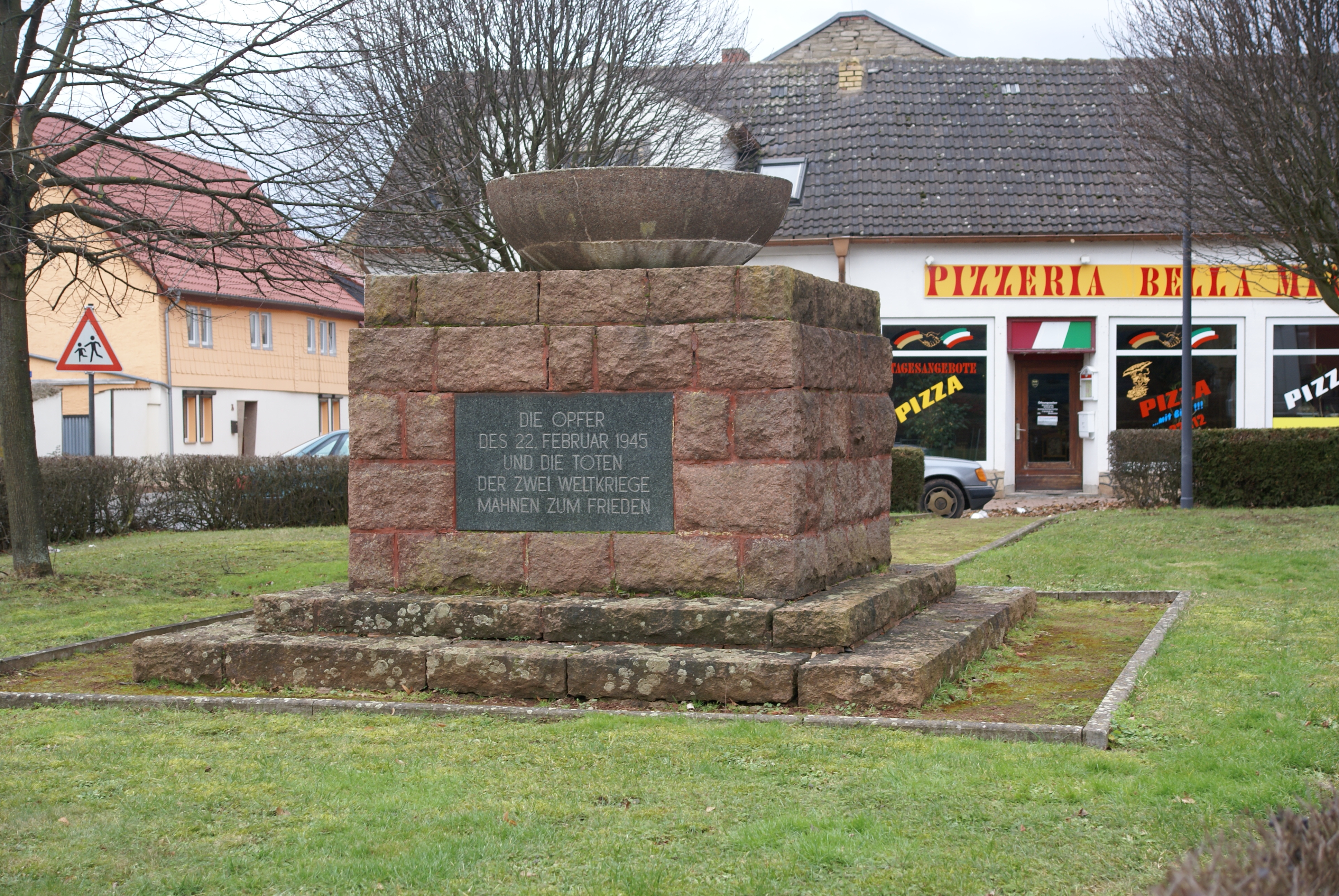
Denkmal für Bomben- und Weltkriegsopfer

- Auf dem Ortsfriedhof befindet sich das Gräberfeld für 50 der am 22. Februar 1945 bei einem Bombenangriff getöteten 70 Einwohner: gepflegte Rasenfläche, keine Grabkreuze oder -steine. Eine steinerne Bodenplatte trägt folgende Aufschrift: „Ruhestätte. Opfer des Luftangriffs 22. Februar 1945. Gestiftet Gemeinde Wallhausen 2005“.

- Auf dem Ortsfriedhof erinnern elf Grabstätten und ein Denkmal aus dem Jahre 1962 an die KZ-Häftlinge eines Todesmarsches aus dem KZ Dora-Mittelbau vom April 1945, die von SS-Männern ermordet, zunächst in einer Ecke verscharrt und später auf dem Friedhof begraben wurden.

- Ein Denkmal im Ort, nahe der Kirche, erinnert an die (Bomben-)Opfer des 22. Februar 1945 und beider Weltkriege. Inschrift: „Die Opfer des 22. Februar 1945 und die Toten der zwei Weltkriege mahnen zum Frieden“.

### Sport
Historisch betrachtet hatte der Sport in Wallhausen schon immer eine große Bedeutung. Die Wurzeln der Entwicklung des Wallhäuser Sports haben ihren Ursprung in der Entstehung der Turnvereine im 19. Jahrhundert. Aus dem 1873 gegründetem Turnverein ging 1948 die BSG „Chemie“ Wallhausen und 1990 abschließend der SV Wacker Wallhausen e. V. hervor, welcher der mitgliedsstärkste Sportverein im Ort ist. Er vereint die Sektionen Fußball, Kegeln, Darts, Gymnastik und Ringen. Sportstätten sind der Wackersportpark mit 2 Fußballrasenplätzen und einer 4-Bahnen-DKBC-Kegelbahnanlage sowie eine Sporthalle in unmittelbarer Nähe der Grundschule. Die Ein-Felder-Sporthalle wurde 2006 fertiggestellt, in Betrieb genommen und steht auch anderen Vereinen und Sportgruppen zur Verfügung.
Ebenso ansässig ist ein Tennisclub und ein Hundesportverein in Wallhausen.

### Vereinsleben
Diverse Vereine bereicherten schon immer das kulturelle Leben in und um Wallhausen (Helme). Die ortsansässigen Vereine erschaffen Räume des sozialen Miteinanders, wo sich Menschen unabhängig von Altersklassen, sozialer Schichtzugehörigkeit und Hierarchieebenen begegnen und ihre Interessen miteinander teilen können. Sie bieten Möglichkeiten zur persönlichen Entfaltung. Besonders hervorzuheben sind hierbei (ohne Anspruch auf Vollständigkeit):
- Feuerwehrverein Wallhausen
- Hundeverein „Goldene Aue Wallhausen“
- Jagdgenossenschaft Wallhausen
- Kleingartenverein „Goldene Aue“
- (Kram-)Markt Verein Wallhausen e. V.
- SV Wacker Wallhausen e. V.
- Verein „Wallhäuser Pferdefreunde“
- Wallhäuser Karnevalsclub 1999 e. V.
- Wochenendsiedler-Verein e. V. „Am Burgweg“
- Tennisverein TC Wallhausen 1996 e. V.

## Söhne und Töchter der Gemeinde
- Otto der Große (912–973), römisch-deutscher Kaiser
- Christoph Traugott Delius (1728–1779), Bergbauwissenschaftler
- Dagmar Szabados (* 1947), SPD-Politikerin, 2007–2012 Oberbürgermeisterin der Stadt Halle (Saale), geboren in Hohlstedt